# Tame (canción)
«Tame» es una canción del grupo estadounidense de rock alternativo Pixies, y la segunda pista del álbum de 1989 Doolittle.  La canción fue escrita y compuesta por el líder, voz y guitarra rítmica de la banda Black Francis (Frank Black o Charles Thompson) y producida por Gil Norton. Su duración es de 1:55. 
En esta canción se expresa claramente la dinámica de suave/ruido/suave, muy presente en el álbum y en la mayoría de las canciones de rock alternativo y grunge de finales de los '80 y principios de los '90. Está compuesta por tres acordes rítmicos y uno solo de guitarra principal, tocado por Joey Santiago como su "acorde Hendrix" en Fa séptima con novena aumentada. 
La canción expresa la rabia de un chico al no obtener nada de una chica. Thompson afirma que se inspiró en los estudiantes de su zona universitaria, según él estos eran groseros y lo único que hacían era emborracharse y bailar.